# Освалд I фон Тирщайн
Освалд I фон Тирщайн (на немски: Oswald I von Tierstein; * ок. 1425; † между 29 март и 6 септември 1488 в Баден) е граф на Тирщайн в кантон Санкт Гален и господар на Пфефинген в кантон Базел Ландшафт, Швейцария, губернатор на Елзас, Зундгау и Брайзгау и ландфогт в Лотарингия и Кьолн.

## Произход
Той е син на граф Йохан II фон Тирщайн († 27 юли 1455) и втората му съпруга Гертруд фон Винек († сл. 1445). Брат е на неженения Вилхелм фон Тирщайн († 16 октомври 1498 в Брунщат).
Със смъртта на син му Освалд II (1513) и на Вилхелм (1519) фамилията Тирщайн-Пфефинген измира. След това Базел окупира замък Пфефинген.

## Фамилия
Освалд I фон Тирщайн се жени пр. 13 януари 1471 г. за Отилия фон Насау-Диленбург-Вианден (* април 1437; † юли 1493), вдовица на граф граф Филип II „Млади“ фон Катценелнбоген (1427 – 1453), дъщеря на граф Хайнрих II фон Насау-Диленбург, господар на Вианден и Диц († 1451), и първата му съпруга графиня Геновева фон Вирнебург († 1437). Те имат три деца:
- Хайнрих II фон Тирщайн († 24/30 ноември 1519 в Базел), женен за Маргерита дьо Ньошател-Бургундия (* 1469; † 26 юни 1534), дъщеря на Фердинанд от Бургундия господар на Шарфенберг († 1522) и съпругата му Магдалена фон Финстинген-Шваненхалс († 1493), няма деца
- Освалд II фон Тирщайн (* 27 август 1474; † 27 август 1513/1514 в Лангерах?), женен за Елизабет фон Льовенщайн (* 8 юни 1490/1500; † 1530), дъщеря на граф Лудвиг I фон Льовенщайн († 1524) и първата му съпруга Елизабет фон Монфорт († 1503), няма деца
- Агнес фон Тирщайн